# The Amazing Stroopwafels

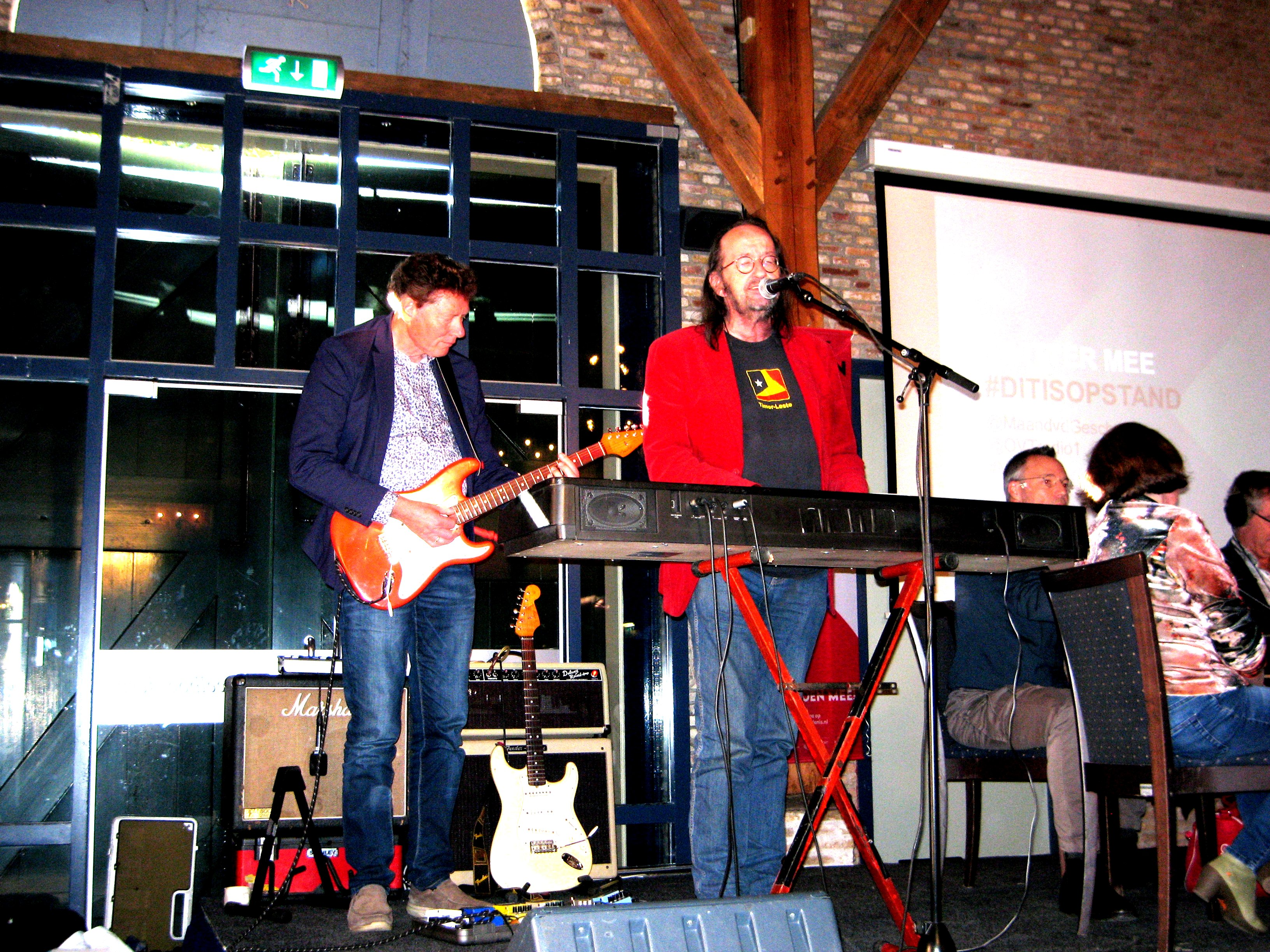
Amazing Stroopwafels Arie en Wim treden op bij OVT der VPRO in het Nederlands Openluchtmuseum

The Amazing Stroopwafels is een Rotterdamse band rond Wim Kerkhof (zang, contrabas, keyboards),  Rien de Bruin (gitaar, accordeon en zang) tot 2023 en Arie van der Graaf (elektrische gitaar) tot 2024.
The Amazing Stroopwafels werden op 21 maart 1979 opgericht door Wim Kerkhof en Fred Piek (Fungus), de laatstgenoemde verliet de groep in 1981, maar werkte als gast-artiest wel mee aan de albums tot en met 1983, waar ook Arie van der Graaf, Koos Pakvis en Louis Debij (allen oud-Fungus-leden) aan meewerkten. In 2019 verscheen een boek over de Amazing Stroopwafels, geschreven door "stroopwafelzoon" Merlijn Kerkhof.

## Bekende nummers
The Amazing Stroopwafels werden bekend met hun vele optredens op straat, doorgaans op de Lijnbaan in Rotterdam (voor het oude Ter Meulen-gebouw). Hun tweede single Ome Kobus (1981), waarin ze de lotgevallen van Ome Kobus beschreven die zijn linkerbeen verloor aan een haai, leek een hit te worden, maar het lied werd door de Hilversumse radiozenders geboycot omdat het discriminerend zou zijn tegenover gehandicapten.
Het nummer Oude Maasweg uit 1981 (een bewerking van Leon Russells Manhattan Island Serenade, van de tweede lp Mooi weer) kwam niet verder dan nr. 50 in de Nationale Hitparade. Het  nummer groeide uit tot een klassieker van The Amazing Stroopwafels, omdat het sinds de release gedraaid bleef worden op de radio. Het nummer piekte in 2007 met een 16de positie in de NPO Radio 2 Top 2000. Ook werd het nummer door luisteraars van NPO Radio 2 uitgeroepen tot een na beste nederpopplaat in de Nederpop Top 100 in 2008. Een lied dat veel bij NOS Radio Tour de France te horen is, Ik ga naar Frankrijk, uit 1984, had ook in 2007 zijn hoogste notering: op plek 600. Dat nummer staat sinds 2016 niet meer in de lijst. Tot tweemaal toe (in 2007 en 2008) eindigden The Amazing Stroopwafels op de tweede plaats in de verkiezing van de "Tourartiest aller tijden." Andere bekende nummers zijn Voor de storm uit 1988, over de watersnood van 1953 en De Reus van Rotterdam, een lied over de Rotterdammer Rigardus Rijnhout.

## Optredens

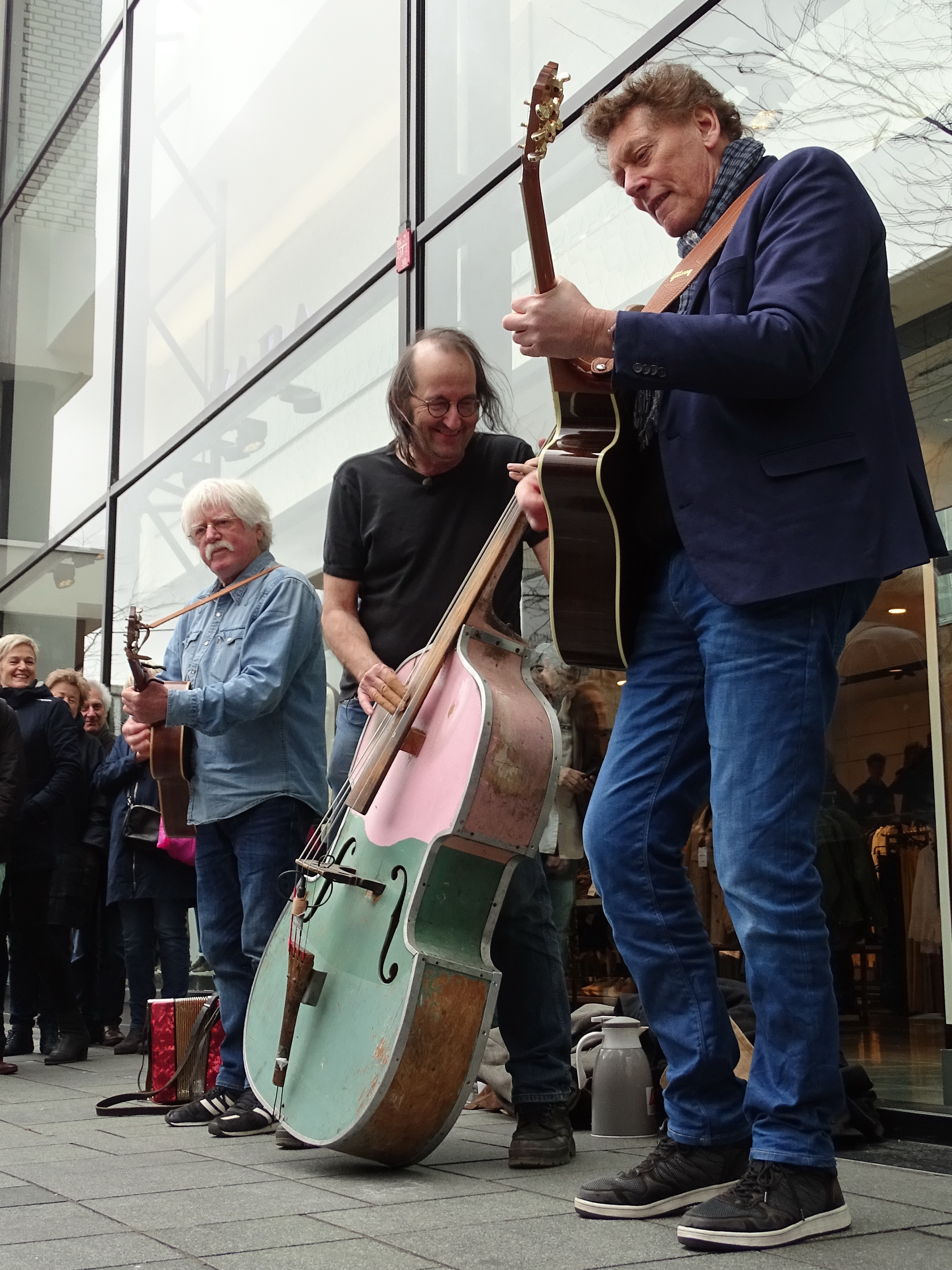
The Amazing Stroopwafels op 9 maart 2019 op het Binnenwegplein in Rotterdam

Wim Kerkhof en Rien de Bruin zijn nog af en toe op de Rotterdamse Lijnbaan als straatmuzikant te bewonderen, elektrisch gitarist Arie van der Graaf speelt soms mee bij de straatoptredens. Een van de verklaringen van het succes van The Amazing Stroopwafels ligt in het feit dat ze altijd optreden in een kleine, intieme setting: zo spelen ze net zo goed bij mensen thuis als in de theaters. Mede dankzij deze attitude is de band een van de meest optredende bands van Nederland (sinds de oprichting heeft de band zo'n 7000 optredens verzorgd). Ze maakten 24 albums, 42 singles, 3 dvd's en een theatertour vanwege het 25-jarig jubileum in 2004. Eind 2006 kwam onder de titel Van Blankenburg tot Zwart Nazareth een dvd uit met nummers van The Amazing Stroopwafels over de regio Rijnmond, met daarbij historisch beeldmateriaal.

### Bezetting
Vanaf 1984 speelt de band in de bezetting als trio bestaande uit Wim Kerkhof, Rien de Bruin en Arie van der Graaf, en als vijfmansband versterkt met Pakvis en Debij (laatstgenoemde tot de komst van Hans Greeve), die ook meewerken aan het studiomateriaal.
In de theaters is de bezetting uitgebreider, met bassist Koos Pakvis, Hans Greeve op drums en vaak ook Johan Jansen op pedal-steelgitaar. De tweede theatertoer heette Strooptocht (2007 en 2008), in 2010 en 2011 stond Van eigen deeg op het programma. De voorstelling Eeuwige vlam kwam in 2013 en 2014 in de theaters. Ze traden op als huisband in 2013 bij het RTL 7 programma RTL Sportcafé: Schaatsen en in 2015 dagelijks bij Tour du Jour. In de vijfde theatertoer All you can eat spelen ze weer voornamelijk met de kleine bezetting. De zesde theatertoer Hiero wordt weer in de vijfmansbezetting gespeeld vanaf eind 2017. Tijdens de lockdown vanwege het coronavirus in 2020 speelde Kerkhof, alleen of met de andere bandleden, op Facebook 102 dagen lang iedere dag een ander lied op zijn balkon.
Eind 2023 stopte Rien de Bruin om gezondheidsredenen bij de band, Merlijn Kerkhof werd zijn vervanger bij de optredens. In december 2024 hield ook Arie van der Graaf vanwege zijn gezondheid op met spelen. Randy Derkhof (akoestische gitaar, zang) en Eppo Franken (elektrische gitaar) werden mede vervangers voor hen. Bij de vijfmans bezetting vervangt Joost Broeren de geblesseerde Pakvis op de basgitaar.
Het trio bestaat vanaf 2025 uit Wim Kerkhof (zang, toetsen, contrabas), Merlijn Kerkhof (elektrische gitaar, zang) en Randy Derkhof (akoestische gitaar, zang).

## Cultureel merk
De associatie van The Amazing Stroopwafels met de regio rond Rotterdam is zo sterk dat ze bij een onderzoek onder Rotterdammers in 2008 en 2011 naar de sterkste culturele merken van Rotterdam beide keren op de zestiende plaats eindigden. Ze ontvingen in november 2019 de Laurenspenning wegens hun culturele verdiensten voor de stad.

## Discografie
De eerste zes titels verschenen alleen op lp, de eerste cd is een compilatie van nummers van die lp's. Gaan te ver en Macaroni in de nacht verschenen zowel op lp als op cd. Op de cd's Gaan te ver, Macaroni in de nacht en Kano's en gevulde koeken staan nummers van de eerdere lp's als bonustracks. De Engelstalige nummers en live-uitvoeringen staan hier niet tussen, deze zijn voor de liefhebbers in 2005 op Zijpaden verschenen.

### Albums
| Titel                               | Jaar van release | Opmerkingen                                                                                    |
| ----------------------------------- | ---------------- | ---------------------------------------------------------------------------------------------- |
| The Amazing Stroopwafels (in zee)   | 1980             |                                                                                                |
| Mooi weer                           | 1981             | in 1986 re-issue als Oude Maasweg                                                              |
| In vuur en vlam                     | 1982             |                                                                                                |
| Wat een leven!                      | 1983             | live                                                                                           |
| 5                                   | 1984             |                                                                                                |
| De straat betaalt                   | 1986             |                                                                                                |
| The Amazing Stroopwafels            | 1988             | compilatie-cd                                                                                  |
| Gaan te ver                         | 1988             | uitgekomen als lp en als cd met extra nummers                                                  |
| Macaroni in de nacht                | 1990             | uitgekomen als lp en als cd met extra nummers                                                  |
| Kano's en gevulde koeken            | 1991             |                                                                                                |
| Onbeperkt houdbaar                  | 1993             |                                                                                                |
| Badmuts verplicht                   | 1994             | compilatie van liedjes over steden/plaatsen in het Rijnmondgebied                              |
| Het leven is een feest              | 1995             |                                                                                                |
| Stroopwafel speciaal                | 1996             |                                                                                                |
| Fijn kamperen (met moderne vrouwen) | 1998             |                                                                                                |
| Hard voor weinig                    | 2000             | compilatie singles uit jaren 90                                                                |
| Eeuwige vlam                        | 2001             |                                                                                                |
| Van de straat                       | 2003             |                                                                                                |
| Zijpaden                            | 2005             | verzameling lp-tracks uit 1980-1984 die niet als bonustracks op de latere cd's zijn verschenen |
| Strooptocht                         | 2007             |                                                                                                |
| Van eigen deeg                      | 2010             |                                                                                                |
| Gewoon gebleven                     | 2012             |                                                                                                |
| All you can eat                     | 2014             | compilatie 2000 - 2014 en enkele nieuwe nummers                                                |
| Hiero                               | 2017             |                                                                                                |

### Dvd's
| Titel                              | Jaar van release | Opmerkingen                                    |
| ---------------------------------- | ---------------- | ---------------------------------------------- |
| The Amazing Stroopwafels 25 Jaar   | 2004             |                                                |
| Van Blankenburg tot Zwart Nazareth | 2006             | In samenwerking met Rotterdams Gemeentearchief |
| 3                                  | 2009             | In samenwerking met Rotterdams Gemeentearchief |

| Dvd's met hitnoteringen in de Nederlandse Music Top 30 | Datum van verschijnen | Datum van binnenkomst | Hoogste positie | Aantal weken | Opmerkingen |
| ------------------------------------------------------ | --------------------- | --------------------- | --------------- | ------------ | ----------- |
| Van Blankenburg tot Zwart Nazareth                     | 2006                  | 11-11-2006            | 17              | 4            |             |

## NPO Radio 2 Top 2000
| Nummers met noteringen in de NPO Radio 2 Top 2000 | '99 | '00 | '01 | '02 | '03 | '04 | '05 | '06 | '07 | '08  | '09  | '10  | '11  | '12  | '13  | '14  | '15  | '16 | '17 | '18 | '19 | '20 | '21 | '22 | '23 | '24 |
| ------------------------------------------------- | --- | --- | --- | --- | --- | --- | --- | --- | --- | ---- | ---- | ---- | ---- | ---- | ---- | ---- | ---- | --- | --- | --- | --- | --- | --- | --- | --- | --- |
| Ik ga naar Frankrijk                              | -   | -   | -   | -   | -   | -   | 805 | 879 | 600 | 1088 | 1279 | 1086 | 1213 | 1736 | 1685 | 1958 | 1778 | -   | -   | -   | -   | -   | -   | -   | -   | -   |
| Oude Maasweg                                      | 191 | 112 | 46  | 44  | 49  | 69  | 26  | 38  | 16  | 29   | 66   | 49   | 81   | 103  | 108  | 125  | 149  | 146 | 153 | 217 | 199 | 231 | 223 | 225 | 244 | 195 |

1. ↑  Een '-' betekent dat het nummer niet was genoteerd en een vetgedrukt getal geeft de hoogste notering van een nummer aan.